# Адміністративний устрій Золочівського району (Львівська область)
Адміністративний устрій Золочівського району — адміністративно-територіальний устрій Золочівського району Львівської області на 2 міські ради, 1 селищну раду та 32 сільські ради, які об'єднують 110 населених пунктів і підпорядковані Золочівській районній раді. Адміністративний центр — місто Золочів.

## Список радЗолочівського району
| №  | Назва                            | Центр                | Населені пункти                                                                                  | Площа км² | Місце за площею | Населення (2001), осіб. | Місце за населенням |
| -- | -------------------------------- | -------------------- | ------------------------------------------------------------------------------------------------ | --------- | --------------- | ----------------------- | ------------------- |
| 1  | Глинянська міська рада           | м. Глиняни           | м. Глиняни с. Женів                                                                              |           |                 |                         |                     |
| 2  | Золочівська міська рада          | м. Золочів           | м. Золочів                                                                                       |           |                 |                         |                     |
| 3  | Поморянська селищна рада         | смт Поморяни         | смт Поморяни с. Богутин с. Загора с. Кульби с. Надільне с. Торгів                                |           |                 |                         |                     |
| 4  | Бібщанська сільська рада         | с. Бібщани           | с. Бібщани с. Нестюки                                                                            |           |                 |                         |                     |
| 5  | Білокамінська сільська рада      | с. Білий Камінь      | с. Білий Камінь с. Бужок с. Гавареччина с. Підлисся с. Розваж с. Черемошня                       |           |                 |                         |                     |
| 6  | Бортківська сільська рада        | с. Бортків           | с. Бортків с. Мала Вільшанка с. Скнилів                                                          |           |                 |                         |                     |
| 7  | Великовільшаницька сільська рада | с. Велика Вільшаниця | с. Велика Вільшаниця с. Гологірки с. Стінка с. Трудовач                                          |           |                 |                         |                     |
| 8  | Великополюхівська сільська рада  | с. Великий Полюхів   | с. Великий Полюхів                                                                               |           |                 |                         |                     |
| 9  | Вороняцька сільська рада         | с. Вороняки          | с. Вороняки                                                                                      |           |                 |                         |                     |
| 10 | Гологірська сільська рада        | с. Гологори          | с. Гологори с. Зашків с. Лісові с. Майдан-Гологірський                                           |           |                 |                         |                     |
| 11 | Гончарівська сільська рада       | с. Гончарівка        | с. Гончарівка                                                                                    |           |                 |                         |                     |
| 12 | Єлиховицька сільська рада        | с. Єлиховичі         | с. Єлиховичі с. Городилів с. Зозулі с. Копані с. Луг с. Монастирок с. Обертасів                  |           |                 |                         |                     |
| 13 | Жуківська сільська рада          | с. Жуків             | с. Жуків с. Кропивна с. Роздоріжне                                                               |           |                 |                         |                     |
| 14 | Заставненська сільська рада      | с. Заставне          | с. Заставне с. Вижняни с. Розворяни                                                              |           |                 |                         |                     |
| 15 | Княжівська сільська рада         | с. Княже             | с. Княже                                                                                         |           |                 |                         |                     |
| 16 | Колтівська сільська рада         | с. Колтів            | с. Колтів с. Верхобуж с. Кругів                                                                  |           |                 |                         |                     |
| 17 | Коропецька сільська рада         | с. Коропець          | с. Коропець                                                                                      |           |                 |                         |                     |
| 18 | Куровицька сільська рада         | с. Куровичі          | с. Куровичі с. Печенія с. Солова                                                                 |           |                 |                         |                     |
| 19 | Новосілківська сільська рада     | с. Новосілки         | с. Новосілки с. Митулин                                                                          |           |                 |                         |                     |
| 20 | Перегноївська сільська рада      | с. Перегноїв         | с. Перегноїв с. Кривичі                                                                          |           |                 |                         |                     |
| 21 | Підгайчиківська сільська рада    | с. Підгайчики        | с. Підгайчики с. Косичі с. Погорільці с. Туркотин с. Шопки                                       |           |                 |                         |                     |
| 22 | Підгородненська сільська рада    | с. Підгородне        | с. Підгородне                                                                                    |           |                 |                         |                     |
| 23 | Підлипецька сільська рада        | с. Підлипці          | с. Підлипці с. Дерев'янки с. Кам'янисте с. Новоселище с. Осовиця с. Плугів с. Руда с. Тростянець |           |                 |                         |                     |
| 24 | Полянська сільська рада          | с. Поляни            | с. Поляни с. Красносільці с. Махнівці с. Чижів                                                   |           |                 |                         |                     |
| 25 | Почапівська сільська рада        | с. Почапи            | с. Почапи с. Жуличі                                                                              |           |                 |                         |                     |
| 26 | Ремезівцівська сільська рада     | с. Ремезівці         | с. Ремезівці с. Підгір'я                                                                         |           |                 |                         |                     |
| 27 | Руда-Колтівська сільська рада    | с. Руда-Колтівська   | с. Руда-Колтівська с. Опаки с. Хмелева                                                           |           |                 |                         |                     |
| 28 | Сасівська сільська рада          | с. Сасів             | с. Сасів с. Бір с. Грабово с. Гутище с. Папірня с. Пісок с. Побіч с. Ушня с. Хомець              |           |                 |                         |                     |
| 29 | Скварявська сільська рада        | с. Скварява          | с. Скварява с. Стадня                                                                            |           |                 |                         |                     |
| 30 | Словітська сільська рада         | с. Словіта           | с. Словіта с. Мазів с. Якторів                                                                   |           |                 |                         |                     |
| 31 | Сновицька сільська рада          | с. Сновичі           | с. Сновичі с. Коропчик                                                                           |           |                 |                         |                     |
| 32 | Струтинська сільська рада        | с. Струтин           | с. Струтин с. Зарваниця с. Золочівка с. Кийків с. Кобилеччина с. Козаки с. Лука                  |           |                 |                         |                     |
| 33 | Червоненська сільська рада       | с. Червоне           | с. Червоне                                                                                       |           |                 |                         |                     |
| 34 | Шпиколоська сільська рада        | с. Шпиколоси         | с. Шпиколоси                                                                                     |           |                 |                         |                     |
| 35 | Ясеновецька сільська рада        | с. Ясенівці          | с. Ясенівці с. Бонишин с. Залісся с. Хильчиці                                                    |           |                 |                         |                     |

* Примітки: м. — місто, смт — селище міського типу, с. — село, с-ще — селище